# Nephrolepis duffii
Nephrolepis duffii är en spjutbräkenväxtart som beskrevs av Moore. Nephrolepis duffii ingår i släktet Nephrolepis och familjen Nephrolepidaceae. Inga underarter finns listade.